# Güray Vural
Güray Vural (* 11. Juni 1988 in Afyonkarahisar) ist ein türkischer Fußballspieler.

## Karriere

### Verein
Vural begann mit dem Vereinsfußball in der Jugend von Eskişehirspor und wechselte 2006 in die regionale Amateurliga zu Selimiye SK. Hier spielte er erst in der Jugendmannschaft und dann bei der ersten Männermannschaft.
2007 wurden die Talentscouts von Denizlispor auf ihn aufmerksam und holten in zum Sommer. Hier bekam er einen Profivertrag, spielte aber die ersten Monate bei der Reservemannschaft. Ab November 2007 nahm er auf Anweisung des Cheftrainers Güvenç Kurtar regelmäßig am Training der Profis teil und kam bis zum Saisonende zu 18 Spieleinsätzen. Sein Debüt machte er am 1. November 2007 im Pokal-Spiel gegen Galatasaray Istanbul. Die nachfolgenden Spielzeiten machte er immer mehr Spiele, bis er zur Spielzeit 2011/12 endgültig zum Stammspieler wurde.
Nachdem sein Vertrag mit Denizlispor zum Sommer 2012 ausgelaufen war, wechselte er ablösefrei zum neuen Erstligisten Akhisar Belediyespor. Ausschlaggebend für den Wechsel war, dass Vural bereits bei Denizlispor mit dem Trainer von Akhisarspor, Hamza Hamzaoğlu, zusammengearbeitet hatte. Bei diesem Verein etabliert er sich auf Anhieb zum Stammspieler und Leistungsträger. So wurde er auch in die türkischen Nationalmannschaft nominiert. Bei Akhisar ging er in die Vereinsanalen ein, indem er sowohl das erste Erstligator der Vereinsgeschichte erzielte als auch mit 108 Partien der Spieler mit den meisten Erstligaeinsätzen der Vereinsgeschichte wurde.
Nachdem Vural lange Zeit mit Vereinen wie Galatasaray Istanbul in Verbindung gebracht wurde, wechselte er in der Wintertransferperiode 2015/16 zum Ligarivalen Trabzonspor. Als Gegenleistung für Vural gab Trabzonspor seine Spieler Alper Uludağ und Soner Aydoğdu an Akhisar ab. Bereits in seiner ersten Partie für Trabzonspor, der Pokalbegegnung vom 1. Februar 2016 gegen seinen alten Verein Akhisar Belediyespor, zog sich Vural eine ernste Verletzung zu und musste infolgedessen lange pausieren. Nachdem Auskurieren seiner Verletzung gelang es Vural nicht mehr an seine alte Form anzuknüpfen und wurde von seinen Trainern nur sporadisch eingesetzt. Während der Winterpause 2017 wechselte Vural zu Kayserispor. Hier fand er unter dem Trainer Sergen Yalçın wieder zur alten Stärke zurück, hatte großen Anteil am Klassenerhalt seiner Mannschaft und wurde wieder in die türkisch A-Nationalmannschaft nominiert.
Im Sommer 2018 kehrte Vural zu Akhisar Belediyespor zurück.

### Nationalmannschaft
Vural wurde im März 2009 das erste Mal für die zweite Auswahl der Türkischen U-21-Nationalmannschaft und bestritt sein Länderspieldebüt am 26. März 2009 beim 2:0-Sieg gegen die U-21 Dänemarks. Insgesamt spielte er dreimal für die U-21 und erzielte dabei einen Treffer.
Nachdem er bei seinem Verein über längere Zeit zu überzeugen wusste, wurde er im Oktober 2014 im Rahmen zweier Qualifikationsspiele der EM 2016 vom Nationaltrainer Fatih Terim zum ersten Mal in seiner Karriere in das Aufgebot der türkischen Nationalmannschaft nominiert. Nachdem Vural bei seiner letzten a-Länderspielnominierung ohne Einsatz geblieben war, fand er die nächsten vier Jahre keine infolge von Verletzungen und schwankender Form keine Länderspielnomierung. Erst mit seiner wieder aufsteigenden Formkurve bei Kayserispor, wurde er im März 2017 wieder in das Aufgebot der türkischen Nationalmannschaft nominiert. In der Testpartie vom 27. März 2017 gegen die moldauische Nationalmannschaft gab er sein A-Länderspieldebüt.

## Trivia
- Vural gelang in der Eröffnungspartie der Süper-Lig-Saison 2012/13, welches zwischen Eskişehirspor und Akhisar Belediyespor ausgetragen wurde, der Saisoneröffnungstreffer und auch gleichzeitig der erste Süper-Lig-Treffer in der Vereinshistorie Akhisar Belediyespors.[5]

- Mit 124 Erstligaspielen für Akhisar Belediyespor ist Vural der Spieler mit den meisten Erstligaeinsätzen dieses Vereins.[6]

## Erfolge
Mit Akhisarspor
- Meister der TFF 1. Lig und Aufstieg in die Süper Lig: 2011/12
- Türkischer Supercup-Sieger: 2018
- Türkischer Pokalfinalist: 2018/19